# Trois-Fonds
Trois-Fonds település Franciaországban, Creuse megyében. Lakosainak száma 132 fő (2022. január 1.). Trois-Fonds Bord-Saint-Georges, La Celle-sous-Gouzon, Gouzon, Saint-Silvain-sous-Toulx és Toulx-Sainte-Croix községekkel határos.

## Népesség
A település népessége az elmúlt években az alábbi módon változott:
| Lakosok száma | 185  | 125  | 85   | 111  | 121  | 122  | 121  | 122  | 123  | 132  |
|               | 1968 | 1982 | 1990 | 2006 | 2013 | 2015 | 2017 | 2019 | 2020 | 2022 |